# スペプラ手越〜Music Connect〜
『スぺプラ手越〜Music Connect〜』 （スペプラてごし　ミュージックコネクト）は、スペースシャワーTVプラスで2021年7月17日から放送されている音楽番組である。2022年10月22日以降は放映チャンネルをスペースシャワーTVに移し、『スぺプラ手越〜Music Connect〜 Season 2』 をスタートさせた。

## 概要
手越祐也がMCとなって毎月様々なジャンルのアーティストゲストを招き、トークやゲストとの貴重なセッションも行う。これまで手越が交わってこなかったジャンル、アーティスト、音楽と“Connect”していく。新たな出会いによって手越自身のアーティストとしての魅力や音楽的才能にもフィーチャーしていく音楽番組である。

### ネット配信
- スカパー!オンデマンドで同時配信、24時間限定見逃し配信あり。

- スペシャオンデマンド（Amazonプライムチャンネル）でオンデマンド配信。

- SPOOXではSeason 2の#7から配信。手越祐也がハマってることをプレゼンするコーナー「手越ハマってます」特典映像付き。

## スペプラ手越〜Music Connect〜
当初は手越祐也ソロアーティストデビューの6ヶ月連続リリースプロジェクトに合わせて6回放送する予定だったか、視聴者の反応で放送期間延長が決まった。
2022年9月3日放送の番組内で、編成部長からの手紙によりスペプラ手越 〜Music Connect〜最終回（スペースシャワーTVプラスでの放送終了）と、2022年10月から放送チャンネルをスペースシャワーTVに移し、スペプラ手越 〜Music Connect〜Season2としてスタートすることが発表された。

### 放送内容
| 回   | 初回放送       | 放送内容/ゲスト                                                                                | セッション楽曲        | 備考       |
| ---- | -------------- | ---------------------------------------------------------------------------------------------- | --------------------- | ---------- |
| 1    | 2021年7月17日  | ヤマサキセイヤ（キュウソネコカミ）                                                             | わかってんだよ        |            |
| 2    | 2021年8月21日  | 山中拓也（THE ORAL CIGARETTES）                                                                | Rel                   |            |
| 3    | 2021年9月18日  | 田邊駿一（BLUE ENCOUNT）                                                                       | バッドパラドックス    |            |
| 4    | 2021年10月13日 | 谷口鮪（KANA-BOON）                                                                            | シルエット            |            |
| 5    | 2021年11月20日 | RYO（ORANGE RANGE）                                                                            | 上海ハニー            |            |
| 6    | 2021年12月18日 | 阿部真央                                                                                       | I Never Knew          |            |
| 特番 | 2022年1月15日  | -                                                                                              | #1-6 セクション総集編 |            |
| 7    | 2022年2月19日  | 井上竜馬（SHE’S）                                                                              | 追い風                |            |
| 8    | 2022年3月19日  | 寺中友将、八木優樹(KEYTALK)                                                                    | 照れ隠し              |            |
| 9    | 2022年4月30日  | スペプラ手越FES.特別編 ヤマサキセイヤ、田邊駿一、寺中友将、八木優樹                            | -                     | 60分拡大版 |
| 10   | 2022年6月18日  | スペプラ手越FES.2022ダイジェスト                                                               | -                     |            |
| 11   | 2022年7月16日  | スペプラ手越FES.2022 DAY 1                                                                     | -                     | 90分拡大版 |
| 12   | 2022年7月23日  | スペプラ手越FES.2022 DAY 2                                                                     | -                     | 90分拡大版 |
| 13   | 2022年9月3日   | お出かけ編 7月に行われたイベント「COLORZ」で披露されたライブの模様や楽屋インタビューをお届け。 | -                     |            |

## スぺプラ手越〜Music Connect〜 Season 2
毎回放送の一つ前の30分枠で、一つ前の回の再放送あり。

### 放送内容
| 回 | 初回放送       | 放送内容/ゲスト                                                                     | セッション楽曲 | プレゼンコーナー         | 備考 |
| -- | -------------- | ----------------------------------------------------------------------------------- | -------------- | ------------------------ | --- |
| 1  | 2022年10月26日 | -                                                                                   | -              | オレンジスパイニクラブ   | |
| 2  | 2022年11月23日 | 山田海斗、沖聡次郎 (Novelbright)                                                    | 夢花火         | Crispy Camera Club       | |
| 3  | 2022年12月28日 | 内澤崇仁 （androp）                                                                 | September      | ヤングスキニー           | |
| 4  | 2023年1月25日  | ベリーグッドマン                                                                    | ライオン       | -                        | |
| 5  | 2023年2月22日  | 藤巻亮太                                                                            | Sunshine       | -                        | |
| 6  | 2023年3月22日  | -                                                                                   | -              | ペルシカリアバウンダリー | POWER PUSHプレゼンコーナー拡大版                                                                                             |
| 7  | 2023年5月24日  | Lead                                                                                | See Your Heart | ざきのすけ。             | |
| 8  | 2023年6月28日  | ホリエアツシ（ストレイテナー）                                                      | シーグラス     | -                        | 5/29にKT Zepp Yokohamaで行われた『手越祐也 LIVE TOUR 2023「CHECKMATE」』に密着！リハーサルやライブ直前直後のインタビューも！ |
| 9  | 2023年7月26    | 小出祐介（Base Ball Bear）                                                          | short hair     | 小林柊矢                 | |
| 10 | 2023年8月23    | 眉村ちあき                                                                          | 36.8℃          | -                        | |
| 11 | 2023年9月27日  | 金井政人Bucket Banquet Bis (BIGMAMA)                                                | 秘密           | 黒子首                   | |
| 12 | 2023年10月25日 | 藤森元生(SAKANAMON)                                                                 | ふれあい       | -                        | |
| 13 | 2023年11月22日 | -                                                                                   | -              | -                        | 2マン企画「2ペプラ手越」の6公演全てのライブの裏側に密着スペシャル                                                            |
| 14 | 2023年12月27日 | -                                                                                   | -              | -                        | 一周年総集編 未公開トークとSESSIONスペシャル                                                                                 |
| SP | 2024年1月24日  | 井上竜馬、金井正人、田邊駿一、マイキ、眉村ちあき、山田海斗、竹中雄大                | -              | -                        | ミニアルバム「絆 -KIZUNA-」発売記念スペシャル 楽曲の提供アーティストが集結し座談会前・後編                                   |
| SP | 2024年2月28日  | 井上竜馬、金井正人、田邊駿一、マイキ、眉村ちあき、山田海斗、竹中雄大                | -              | -                        | ミニアルバム「絆 -KIZUNA-」発売記念スペシャル 楽曲の提供アーティストが集結し座談会前・後編                                   |
| 15 | 2024年3月27日  | ホリエアツシ（ストレイテナー）、内澤崇仁(androp)、眉村ちあき、山田海斗(Novelbright) | -              | -                        | 『スペプラ手越LIVE～Music Concept～』開催記念スペシャル                                                                      |
| 16 | 2024年6月27日  | 綾小路 翔(氣志團)                                                                   | -              | -                        | イレギュラーで木曜日放送 |

## 番組関連イベント
- スペプラ手越FES.2022 （2022年5月11-12日 パシフィコ横浜国立大ホール）
- 2ペプラ手越-TWO MAN ZEPP TOUR- (2023年8月31日-9月1日 Zepp Haneda, 9月14-15日 Zepp Yokohama, 9月26-27日 Zepp DiverCity)
- スペプラ手越LIVE～Music Concept～ (2024年6月24-25日 Zepp Yokohama, 7月3-4日 Zepp Haneda, 7月16-17日 Zepp DiverCity)